# 阿伦卡·多夫让
阿伦卡·多夫让（1976年2月11日—），斯洛文尼亚女子高山滑雪运动员。她曾代表斯洛文尼亚参加1994年、1998年和2002年冬季奥林匹克运动会高山滑雪比赛，其中1994年冬季奥运会获得一枚铜牌。